# Noora Noor
Noora Yasmin Mohammed Noor (Dubai, 8 luglio 1979) è una cantante somala naturalizzata norvegese.

## Carriera
Noor ha iniziato presto ad avvicinarsi alla musica, suonando nella sua città già dall'età di 8 anni. A soli 15 anni ottenne un contratto discografico per la Warner Music. Poté così lavorare con il duo norvegese Stargate per il suo primo album. Il successo dell'album lanciò anche gli Stargate nel panorama R&B internazionale.
L'album di debutto, Curious, pubblicato nel 1999 è diventato in Scandinavia uno dei primi album R&B famosi . Il singolo "Need You" è stato costantemente trasmesso su MTV. Curious ha avuto un grandissimo successo in Giappone dove ha venduto oltre 40,000 copie. Dopo cinque anni Noor pubblica il suo secondo album, All I Am, nel 2004. Ha collaborato con Madcon nel 2007 nell'album So Dark the Con of Man e in altri lavori di Tommy Tee e Teddy Pendergrass. Noor ha anche interpretato Maria Magdalen in una versione di Jesus Christ Superstar.
Il suo album più recente, Soul Deep, è stato inciso nel marzo 2009. Registrato a San Jose, California, con musicisti del luogo, vede la partecipazione di Little Charlie & The Nightcats.
Nel marzo 2011, Noor partecipa alle selezioni nazionali dell'Eurovision Song Contest 2011, al Melodi Grand Prix, con la canzone "Gone with the wind".
Con l'ultimo album ha ottenuto il Grammy Award per la Norvegia.

## Discografia

### Album
- 1999 – Curious
- 2004 – All I Am
- 2009 – Soul Deep

### Singoli
- Official (Curious)
- Need You (Curious)
- Zeros (All I Am)
- Feelin it (Singolo con Tommy Tee and Jo Jo Pellegrino 2007)
- Forget what I said (Soul Deep 2009)
- Funky Way (Soul Deep 2009)
- What man have done (Soul Deep 2010)
- Gone with the wind (2011)

### Collaborazioni
- The Con of Man - Madcon
- The Royal PortKids (Music CD Single)
- Old Angel Midnight - Paal Flaata (2008)
- Elias og Kongeskipet (movie and CD- single)
- The Princess and the Frog (Disney 2010 - Norwegian version)

## Riconoscimenti
- Hitawards (1999): 'Artista donna dell'anno'
- Natt og Dag prisen (1999): 'Migliore artista Live'
- Spellemannsprisen (2009): 'Artista donna dell'anno' (Norwegian Grammy Award)